# 战栗 (小说)
《战栗》是余华的一部中篇小说，完稿于1991年5月，首次发表于《花城》1994年第5期。后来收入同名中篇小说集。

## 情节
43岁的落魄诗人周林从书架上取下一册《培尔·金特》，从中滑出一封12年前的信。信是当年只有20岁的年轻女子马兰写给他的，信中她邀他来她的“别墅”。周林在12年后按原地址回了信，没想到竟然收到了马兰的两封回信，告诉他“别墅”（一个只有约20平米的房间）仍然存在。周林于是拜访了她，同她讲起往事。当年周林如日中天，曾在一次诗歌朗诵中突然晕了过去，其实他是故意那样的，因为忘记了要背的诗句。马兰曾在周林下榻的饭店门口的梧桐树下多次等过他。而周林也曾因睡过头错过了在码头与马兰的约会。马兰说，当年他曾离开她走向和一个绰号“美国遗产”（因为她老说自己要去美国继承遗产）的女人，而“美国遗产”吹嘘周林称赞她“嘹亮的大腿”，并写小说描写了当年他们的关系。“美国遗产”说她是周林第一个女人，因为当时他抱她时发抖了。周林说当时为了得到她的身体，用尽了各种花招和借口，她后来在呻吟时，口中不断叫着“妈妈”。
马兰后来揭示，其实周林当年没和“美国遗产”走，而是和她在一起。“响亮的大腿”其实是周林的诗句，他和“美国遗产”的故事是马兰编造的。马兰和周林当年曾在一座没竣工的楼房六楼坐了一整晚，而由于他的胆怯，什么也没发生。6年以后，马兰由在威海的一家饭店再度遇到了周林，那时他用酸溜溜的港台歌词勾引她，她让他滚开。4年前，马兰在一个诗歌创作会上又见到周林，那时他勾引了几个女学员。这次是他们第四次见面了，马兰说想看看周林高潮时脸上的表情。她看到他样子很痛苦，其实很快乐，于是说：“我在你脸上看到了战栗”。

## 主题
赵卫东认为，小说开头提到的周林书架上的藏书《神曲》、《作为意志和表象的世界》、《英雄挽歌》、《我弥留之际》表明诗人更关注生存欲望而不是诗歌，他的诗意话语只是欲望的一层粉饰。最终他的诗人主体被谋杀了。周林和马兰的感受有了卑俗与高尚的对比，感受的结果形成了“发抖”与“战栗”的区别。周林试图以德性的话语重述历史，而遭到清醒的马兰的拒绝。在后来的行文中，马兰的身体始终在场，并且控制了整个叙事，这是权力规训机制的作用。马兰当年的邀约，周林仅仅是客人之一，这说明了权力关系并非永久，而是具有妥协性。最后周林和马兰上床后，看到窗台中央有一颗纽扣，他展开想象：“一段女性身体被蓝色的纽扣所封锁，纽扣脱落时衣服扬了起来，出现了一段身体，就像风吹起树叶后露出树干那样”，渴望占有身体的欲望被身体的自我呈现所替代。马兰最终向周林敞开了自己，就像《培尔·金特》中的主角安眠于索尔薇格的怀抱。她成为了存在美学的促成者，让周林找到了自我的真正归宿。
张纯认为，小说中的马兰是诗意的拆解者，她认为用痛苦掩盖快乐是诗人的生存方式。作者在此嘲讽了记忆的虚假——它对痛苦与激情的美化，以及人们对它的依赖。只有去除了强行赋予的意义，才能走向真正的诗歌。